# Dziga Vertov
Dziga Vertov (ryska: Дзига Вертов), ursprungligen Dawid Abelowicz Kaufman (polska; ryska: Давид Абелевич Кауфман, David Abelevitj Kaufman), även känd som Denis Arkadjevitj Kaufman (ryska: Денис Аркадьевич Кауфман), född 2 januari 1896 (21 december 1895 enligt g.s.) i Białystok, guvernementet Grodno (nuvarande Polen), död 12 februari 1954 i Moskva, var en sovjetisk filmskapare.
Vertov gav upphov till den inflytelserika Kamera–öga-rörelsen (kino-oki). Hans mest kända film Mannen med filmkameran (1929) brukar ofta räknas som en av filmhistoriens främsta. Han var bror till filmfotograferna Boris Kaufman och Michail Kaufman (1897–1980).

## Biografi
Vertog, som ursprungligen hette Dawid Kaufman, föddes i en judisk, intellektuell familj i Białystok, som då tillhörde kejsardömet Ryssland. Han studerade musik i Białystok, tills hans familj 1915 flydde den invaderande Tyska hären och kom till Moskva. Familjen bosatte sig sedan i Petrograd, där han började skriva poesi, science fiction och satiriska verk. Han studerade medicin vid neuropsykiatriska institutet i Petrograd och på sin fritid experimenterade han med ljudkollage. Någon gång efter 1918 russifierade han sitt judiska förnamn David och patronymikon Abelowicz (Abelevitj) till Denis Arkadjevitj. Senare tog han sig namnet Dziga Vertov. Inspiration till förnamnet Dziga kom från det ukrainska ordet för snurra (дзиґа).
I sitt manifest från 1926, "Provisoriska instruktioner för Kamera–öga-rörelsen", argumenterade Vertov för en film med betoning på arbetarklassens vardag, utan professionella skådespelare, som han associerade med fienden bourgeosien, eller dikterande manus. Genom att filma verkliga människor i verkliga miljöer skulle det mekaniska kameraögat förmedla en sanning (en film-sanning, "kino-pravda") som det mänskliga var oförmöget att uppfatta. Vertovs teoretiska idéer var starkt influerade av den rådande politiska ordningen i Sovjetunionen och sanningen han ville förmedla var den marxistiska.

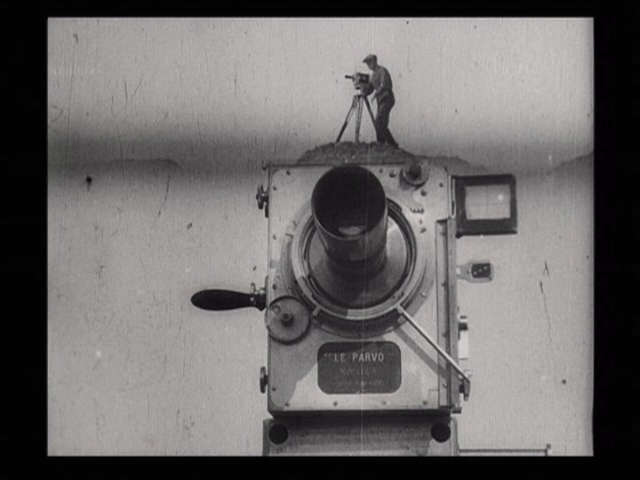
Stillbild ur filmen Mannen med filmkameran (1929).

Precis som många av sina samtida kollegor hade Vertov sin storhetstid under 1920-talet för att under 30-talet iklä sig en allt mer undanskymd roll, dock med ett par mindre framgångar. Hans tidiga verk tillhör fortfarande några av filmhistoriens mest inflytelserika och stilbildande. Hans magnum opus Mannen med filmkameran från 1929 återfinns ständigt på listor över världens främsta filmer.

## Filmografi i urval
- 1922–1925 – Kino-pravda del 1–23 ("Film-sanning", kortfilmer)
- 1924 – Kino-Glaz (Kamera-öga)
- 1929 – Mannen med filmkameran
- 1931 – Entuziazm
- 1934 – Tre sånger om Lenin